# Eleições estaduais em São Paulo em 1947
As eleições estaduais em São Paulo em 1947 ocorreram em 19 de janeiro como parte das eleições gerais no Distrito Federal, em 20 estados e nos territórios federais do Amapá, Rondônia e Roraima. Em São Paulo foram eleitos o governador Ademar de Barros (a escolha do vice-governador Novelli Júnior aconteceu mais tarde), os senadores Euclides Vieira e Roberto Simonsen, além de cinco deputados federais e setenta e cinco deputados estaduais.
Nascido em Piracicaba e formado em Medicina na Universidade Federal do Rio de Janeiro em 1923, Ademar de Barros trabalhava na Fundação Osvaldo Cruz e retornou a São Paulo para alistar-se na luta em prol da Revolução Constitucionalista de 1932 recebendo a patente de capitão, mas com a derrota do movimento teve que exilar-se na Argentina e no Paraguai. De volta ao Brasil foi eleito deputado estadual em 1934 até que o Estado Novo extinguiu-lhe o mandato. Apesar de ser um opositor do presidente Getúlio Vargas, foi nomeado por este para o cargo de interventor federal em São Paulo, o qual assumiu em 27 de abril de 1938 e nele permaneceu três anos. Cioso de que nenhum dos três grandes partidos lhe concederia a legenda para concorrer ao Palácio dos Campos Elíseos, Ademar de Barros fundou sua própria agremiação e por ela foi eleito.
O vice-governador Novelli Júnior foi eleito em 9 de novembro de 1947. Médico natural de Itu e formado na Universidade Federal do Rio de Janeiro, esteve na oposição ao Governo Vargas e após residir no Rio de Janeiro voltou a São Paulo elegendo-se deputado federal pelo PSD em 1945 e por um breve período foi Secretário de Educação do governo Ademar de Barros até que meses mais tarde renunciou ao mandato parlamentar após ser eleito vice-governador. Nesse mesmo dia houve eleições municipais e nelas o governador Ademar de Barros viu o seu partido obter aproximadamente um terço das prefeituras.

## Resultado da eleição para governador
Foram apurados 1.116.883 votos nominais (97,38%), 18.578 votos em branco (1,62%) e 11.516 votos nulos (1,00%) totalizando 1.146.977 eleitores.
| Candidato a governador do estado | Candidato a vice-governador | Número | Partido/Coligação   | Votação | Percentual |
| -------------------------------- | --------------------------- | ------ | ------------------- | ------- | ---------- |
| Ademar de Barros PSP             | Não havia -                 | -      | PSP e PCB           | 393.637 | 35,24%     |
| Hugo Borghi PTN                  | Não havia -                 | -      | PTN (sem coligação) | 340.502 | 30,49%     |
| Mário Tavares PSD                | Não havia -                 | -      | PSD, PR             | 289.575 | 25,93%     |
| Almeida Prado UDN                | Não havia -                 | -      | UDN (sem coligação) | 93.169  | 8,34%      |

## Biografia dos senadores eleitos

### Euclides Vieira
A eleição de dois senadores atendia a uma circunstância política onde Euclides Vieira herdou a cadeira aberta com a renúncia de Getúlio Vargas em 1945, ano em que o mesmo conquistou simultaneamente nove mandatos parlamentares, preferindo representar os gaúchos no Senado Federal. Nascido em Itapira, formou-se engenheiro civil e também em arquitetura pela Universidade de São Paulo. Após trabalhar na Estrada de Ferro Sorocabana onde ocupou inclusive uma chefia de divisão, elegeu-se vereador em Campinas em 1936 e mesmo com o advento do Estado Novo permaneceu na vida pública ao ocupar a prefeitura da cidade no curso da interventoria de Ademar de Barros voltando à prefeitura campineira em 1945 e elegeu-se senador via PSP em 1947.

### Roberto Simonsen
Também engenheiro civil formado na Universidade de São Paulo, o empresário Roberto Simonsen nasceu em Santos numa família de ascendência britânica. Funcionário da Southern Brazil Railway antes de assumir a diretoria-geral da prefeitura santista, firmou-se como líder empresarial a partir da fundação do Centro dos Construtores e Industriais de Santos, o qual foi o primeiro presidente. Também presidiu o Sindicato Nacional dos Combustíveis Líquidos em 1925 e a seguir atuou nas áreas de cerâmica, borracha e artefatos de cobre. Prestou apoio logístico à Revolução Constitucionalista de 1932 e elegeu-se deputado federal em 1933 e 1935. Assumiu a presidência da Federação das Indústrias do Estado de São Paulo no ano de instalação do Estado Novo, tornou-se membro da Academia Brasileira de Letras e elegeu-se senador em 1947 pelo PSD, falecendo no ano seguinte em pleno curso do mandato.

## Resultado da eleição para senador
Foram apurados 1.930.382 votos nominais, embora não existam informações disponíveis sobre os votos em branco e votos nulos.
| Candidatos a senador da República | Primeiro suplente de senador | Número | Coligação           | Votação | Percentual |
| --------------------------------- | ---------------------------- | ------ | ------------------- | ------- | ---------- |
| Euclides Vieira PSP               | Ver abaixo -                 | -      | PSP (sem coligação) | 301.393 | 15,61%     |
| Roberto Simonsen PSD              | Ver abaixo -                 | -      | PSD (sem coligação) | 291.555 | 15,10%     |
| César Vergueiro PSD               | Ver abaixo -                 | -      | PSD (sem coligação) | 289.858 | 15,02%     |
| Cândido Portinari PSP             | Ver abaixo -                 | -      | PSP (sem coligação) | 287.847 | 14,91%     |
| Mendes de Almeida PTB             | Ver abaixo -                 | -      | PTB (sem coligação) | 257.980 | 13,36%     |
| José de Melo Morais PTB           | Ver abaixo -                 | -      | PTB (sem coligação) | 192.536 | 9,97%      |
| Ernesto Leme UDN                  | Ver abaixo -                 | -      | UDN (sem coligação) | 156.719 | 8,12%      |
| Sampaio Dória UDN                 | Ver abaixo -                 | -      | UDN (sem coligação) | 152.494 | 7,90%      |

## Resultado da eleição para suplente de senador
Foram apurados 1.829.417 votos nominais.

### Chapa do PSP com Vieira
| Primeiro suplente de senador     | Candidatos a senador da República | Número | Coligação           | Votação | Percentual |
| -------------------------------- | --------------------------------- | ------ | ------------------- | ------- | ---------- |
| Caio Simões PSP                  | Ver acima -                       | -      | PSP (sem coligação) | 205.800 | 11,25%     |
| Cristiano Stockler das Neves PSP | Ver acima -                       | -      | PSP (sem coligação) | 70.891  | 3,87%      |
| Frederico José Marques PSP       | Ver acima -                       | -      | PSP (sem coligação) | 26.193  | 1,43%      |

### Chapa do PSP com Portinari
| Primeiro suplente de senador   | Candidatos a senador da República | Número | Coligação           | Votação | Percentual |
| ------------------------------ | --------------------------------- | ------ | ------------------- | ------- | ---------- |
| Waldemar Rangel de Matos PSP   | Ver acima -                       | -      | PSP (sem coligação) | 284.577 | 15,56%     |
| Joaquim Rodrigues Gaspar PSP   | Ver acima -                       | -      | PSP (sem coligação) | 1.578   | 0,09%      |
| Benedito Elpídio Marcondes PSP | Ver acima -                       | -      | PSP (sem coligação) | 1.290   | 0,07%      |

### Chapa do PSD com Simonsen
| Primeiro suplente de senador | Candidatos a senador da República | Número | Coligação           | Votação | Percentual |
| ---------------------------- | --------------------------------- | ------ | ------------------- | ------- | ---------- |
| Rodolfo Miranda PSD          | Ver acima -                       | -      | PSD (sem coligação) | 291.555 | 15,94%     |
| Alvino Ferreira Lima PSD     | Ver acima -                       | -      | PSD (sem coligação) | 2.144   | 0,12%      |
| Olavo Queiroz Guimarães PSD  | Ver acima -                       | -      | PSD (sem coligação) | 1.734   | 0,09%      |

### Chapa do PSD com Vergueiro
| Primeiro suplente de senador    | Candidatos a senador da República | Número | Coligação           | Votação | Percentual |
| ------------------------------- | --------------------------------- | ------ | ------------------- | ------- | ---------- |
| Eduardo Vergueiro de Lorena PSD | Ver acima -                       | -      | PSD (sem coligação) | 288.697 | 15,78%     |
| Ernesto Fonseca PSD             | Ver acima -                       | -      | PSD (sem coligação) | 1.546   | 0,08%      |
| Fernão Pompeu de Camargo PSD    | Ver acima -                       | -      | PSD (sem coligação) | 155     | zero       |

### Chapa do PTB com Almeida
| Primeiro suplente de senador | Candidatos a senador da República | Número | Coligação           | Votação | Percentual |
| ---------------------------- | --------------------------------- | ------ | ------------------- | ------- | ---------- |
| Otávio Rubbo PTB             | Ver acima -                       | -      | PTB (sem coligação) | 162.151 | 8,86%      |

### Chapa do PTB com Morais
| Primeiro suplente de senador | Candidatos a senador da República | Número | Coligação           | Votação | Percentual |
| ---------------------------- | --------------------------------- | ------ | ------------------- | ------- | ---------- |
| Antônio Alves de Almeida PTB | Ver acima -                       | -      | PTB (sem coligação) | 189.630 | 10,37%     |

### Chapa da UDN com Leme
| Primeiro suplente de senador  | Candidatos a senador da República | Número | Coligação           | Votação | Percentual |
| ----------------------------- | --------------------------------- | ------ | ------------------- | ------- | ---------- |
| Cantídio de Moura Campos UDN  | Ver acima -                       | -      | UDN (sem coligação) | 147.220 | 8,05%      |
| Arlindo Camargo Pacheco UDN   | Ver acima -                       | -      | UDN (sem coligação) | 1.071   | 0,06%      |
| Juvenal Bonilha de Toledo UDN | Ver acima -                       | -      | UDN (sem coligação) | 503     | 0,03%      |

### Chapa da UDN com Dória
| Primeiro suplente de senador    | Candidatos a senador da República | Número | Coligação           | Votação | Percentual |
| ------------------------------- | --------------------------------- | ------ | ------------------- | ------- | ---------- |
| Francisco Machado de Campos UDN | Ver acima -                       | -      | UDN (sem coligação) | 152.154 | 8,32%      |
| Antônio Wenceslau Carneiro UDN  | Ver acima -                       | -      | UDN (sem coligação) | 473     | 0,03%      |
| Antônio Vicente de Azevedo UDN  | Ver acima -                       | -      | UDN (sem coligação) | 55      | zero       |

## Deputados federais eleitos
São relacionados os candidatos eleitos com informações complementares da Câmara dos Deputados.

Representação eleita
  PSP: 3
  PTB: 1
  PSD: 1

| Deputados federais eleitos | Partido | Votação | Percentual | Cidade onde nasceu | Unidade federativa |
| Emílio Carlos              | PTB     | 184.118 | 34,67%     | Catanduva          | São Paulo          |
| Pedro Pomar                | PSP     | 135.031 | 25,42%     | Óbidos             | Pará               |
| Plínio Cavalcanti          | PSD     | 78.372  | 14,76%     | Jambeiro           | São Paulo          |
| Franklin Almeida           | PSP     | 70.714  | 13,31%     | Mococa             | São Paulo          |
| Diógenes Arruda Câmara     | PSP     | 62.889  | 11,84%     | Recife             | Pernambuco         |

## Deputados estaduais eleitos
Estavam em jogo 75 vagas da Assembleia Legislativa de São Paulo.

Representação eleita
  PSD: 26
  PTB: 14
  PCB: 9
  PSP: 9
  UDN: 9
  PR: 3
  PDC: 2
  PRP: 1

| Deputados estaduais eleitos    | Partido | Votação | Percentual | Cidade onde nasceu    | Unidade federativa |
| Manuel de Nóbrega              | PSP     | 37.778  | 3,38%      | Niterói               | Rio de Janeiro     |
| Arnaldo Borghi                 | PTB     | 20.137  | 1,80%      | Campinas              | São Paulo          |
| Milton Caires de Brito         | PCB     | 17.692  | 1,58%      | Paramirim             | Bahia              |
| Conceição da Costa Neves       | PTB     | 12.119  | 1,08%      | Juiz de Fora          | Minas Gerais       |
| Maurílio Muraro                | PCB     | 10.041  | 0,89%      | Santo André           | São Paulo          |
| Lincoln Feliciano              | PSD     | 8.942   | 0,80%      | Paraibuna             | São Paulo          |
| José Oliveira Matias           | PTB     | 8.748   | 0,78%      | São Paulo             | São Paulo          |
| Luís Augusto Matos             | PSD     | 8.622   | 0,77%      | Ribeirão Preto        | São Paulo          |
| Roque Trevisan                 | PCB     | 8.530   | 0,76%      | Piracicaba            | São Paulo          |
| João Taibo Cadorniga           | PCB     | 8.329   | 0,74%      | Guarulhos             | São Paulo          |
| Lourival Costa Vilar           | PCB     | 8.288   | 0,74%      | São Bernardo do Campo | São Paulo          |
| Solon Varginha                 | PSD     | 8.070   | 0,72%      | São Paulo             | São Paulo          |
| Cunha Bueno                    | PSD     | 7.591   | 0,67%      | São Paulo             | São Paulo          |
| Estocel de Moraes              | PCB     | 7.356   | 0,65%      | São Paulo             | São Paulo          |
| João Batista de Carvalho       | PSD     | 7.264   | 0,65%      | São José dos Campos   | São Paulo          |
| José Romeiro Pereira           | PSD     | 7.173   | 0,64%      | Jundiaí               | São Paulo          |
| Amadeu Narciso Pieroni         | PSD     | 7.143   | 0,63%      | São Paulo             | São Paulo          |
| Nelson Fernandes               | PTB     | 6.876   | 0,61%      | Porto Alegre          | Rio Grande do Sul  |
| Gabriel Miglori                | PTB     | 6.628   | 0,59%      | São José do Rio Preto | São Paulo          |
| Clóvis de Oliveira Neto        | PCB     | 6.502   | 0,58%      | São Paulo             | São Paulo          |
| Martinho Di Ciero              | PSD     | 6.434   | 0,57%      | Itu                   | São Paulo          |
| Brasílio de Oliveira Neto      | PSD     | 6.382   | 0,57%      | São Paulo             | São Paulo          |
| Francisco de Castro Neves      | PSD     | 6.278   | 0,56%      | Piracicaba            | São Paulo          |
| João Sanches Segura            | PCB     | 6.267   | 0,56%      | Limeira               | São Paulo          |
| Diógenes Ribeiro de Lima       | PSD     | 6.197   | 0,55%      | São Paulo             | São Paulo          |
| Armando Mazzo                  | PCB     | 6.140   | 0,54%      | São Paulo             | São Paulo          |
| Bento de Abreu Sampaio Vidal   | PSD     | 6.037   | 0,54%      | São Carlos            | São Paulo          |
| Porfírio da Paz                | PTB     | 5.860   | 0,52%      | Araxá                 | Minas Gerais       |
| Arimondi Falconi               | PTB     | 5.853   | 0,52%      | São Paulo             | São Paulo          |
| Epaminondas Ferreira Lobo      | PSD     | 5.780   | 0,51%      | Itararé               | São Paulo          |
| Vieira Sobrinho                | PSD     | 5.776   | 0,51%      | Itapetininga          | São Paulo          |
| Catulo Branco                  | PCB     | 5.448   | 0,48%      | São Paulo             | São Paulo          |
| Auro de Moura Andrade          | UDN     | 5.379   | 0,48%      | Barretos              | São Paulo          |
| Antônio de Oliveira Costa      | PSD     | 5.266   | 0,47%      | Curitiba              | Paraná             |
| Caio Prado Júnior              | PCB     | 5.257   | 0,47%      | São Paulo             | São Paulo          |
| Sílvio Gonçalves Pereira       | PTB     | 5.233   | 0,46%      | São Paulo             | São Paulo          |
| Sílvio Luciano de Campos       | PSD     | 5.231   | 0,46%      | São Paulo             | São Paulo          |
| Valentim Gentil                | PSD     | 5.230   | 0,46%      | Itápolis              | São Paulo          |
| José Milliet Filho             | PTB     | 5.128   | 0,45%      | Guaratinguetá         | São Paulo          |
| Ulysses Guimarães              | PSD     | 5.114   | 0,45%      | Itirapina             | São Paulo          |
| Waldy Rodrigues Correia        | PTB     | 5.060   | 0,45%      | São Paulo             | São Paulo          |
| Antônio de Paula Leite Neto    | PTB     | 5.042   | 0,45%      | Itu                   | São Paulo          |
| Salvador de Toledo Artigas     | PTB     | 4.966   | 0,44%      | Piracicaba            | São Paulo          |
| Anísio Moreira                 | PSD     | 4.902   | 0,43%      | Jaboticabal           | São Paulo          |
| Antônio Pinheiro Camargo Filho | PSP     | 4.854   | 0,43%      | Juazeiro              | Bahia              |
| Joaquim de Castro Tibiriçá     | PSD     | 4.838   | 0,43%      | Campinas              | São Paulo          |
| Osny Silveira                  | UDN     | 4.826   | 0,43%      | São Roque             | São Paulo          |
| Sebastião Carneiro da Silva    | PSD     | 4.807   | 0,43%      | Santos                | São Paulo          |
| Mário Beni                     | PSP     | 4.799   | 0,42%      | São Manuel            | São Paulo          |
| José Alves Cunha Lima          | PTB     | 4.649   | 0,41%      | Avaré                 | São Paulo          |
| José Diogo Bastos              | UDN     | 4.634   | 0,41%      | Sertãozinho           | São Paulo          |
| Cássio Ciampolini              | PTB     | 4.630   | 0,41%      | São Paulo             | São Paulo          |
| Procópio Ribeiro dos Santos    | PSD     | 4.529   | 0,40%      | Pindamonhangaba       | São Paulo          |
| Joviano Alvim                  | PSD     | 4.411   | 0,39%      | Araxá                 | Minas Gerais       |
| Francisco Álvares Florence     | PSD     | 4.390   | 0,39%      | Americana             | São Paulo          |
| Leônidas Camarinha             | PSD     | 4.262   | 0,38%      | Pindamonhangaba       | São Paulo          |
| Luís Vitório Cruz Martins      | UDN     | 4.222   | 037%       | Diamantina            | Minas Gerais       |
| Luís Liarte                    | PSD     | 4.185   | 037%       | Poloni                | São Paulo          |
| Henrique Ricchetti             | PSP     | 4.100   | 0,36%      | São Paulo             | São Paulo          |
| Ernesto Pereira Lopes          | UDN     | 3.988   | 0,35%      | São Paulo             | São Paulo          |
| Vicente de Paula Lima          | UDN     | 3.728   | 0,33%      | São Paulo             | São Paulo          |
| Rubens do Amaral               | UDN     | 3.717   | 0,33%      | São Carlos            | São Paulo          |
| João Bravo Caldeira            | PR      | 3.701   | 0,33%      | São Paulo             | São Paulo          |
| Alfredo Farhat                 | PDC     | 3.691   | 0,33%      | Lages                 | Santa Catarina     |
| Loureiro Júnior                | PRP     | 3.623   | 0,32%      | Jaú                   | São Paulo          |
| Ferraz Egreja                  | UDN     | 3.595   | 0,32%      | Cristina              | Minas Gerais       |
| Juvenal Sayon                  | UDN     | 3.574   | 0,31%      | Birigui               | São Paulo          |
| José Artur da Mota Bicudo      | PSP     | 3.285   | 0,29%      | Baturité              | Ceará              |
| Lino de Matos                  | PSP     | 3.251   | 0,29%      | Ipaussu               | São Paulo          |
| Sales Filho                    | PR      | 3.200   | 0,28%      | São Paulo             | São Paulo          |
| Décio de Queiroz Teles         | PR      | 3.099   | 0,27%      | Catiguá               | São Paulo          |
| Salomão Jorge                  | PSP     | 3.085   | 0,27%      | Salvador              | Bahia              |
| Euclides de Castro Carvalho    | PSP     | 3.017   | 0,27%      | Barretos              | São Paulo          |
| Mário Eugênio                  | PSP     | 2.976   | 0,26%      | Campinas              | São Paulo          |
| Miguel Petrilli                | PDC     | 2.837   | 0,25%      | São Paulo             | São Paulo          |

## Resultado da eleição para vice-governador
Numa eleição realizada em 9 de novembro, houve 1.132.021 votos nominais (95,05%), 43.533 votos em branco (3,66%) e 15.370 votos nulos (1,29%), resultando no comparecimento de 1.190.924 eleitores.
| Candidatos a governador do estado | Candidatos a a vice-governador | Número | Partido/Coligação   | Votação | Percentual |
| --------------------------------- | ------------------------------ | ------ | ------------------- | ------- | ---------- |
| Não havia -                       | Novelli Júnior PSP             | -      | PSP, PR, PTN, PDC   | 547.727 | 48,38%     |
| Não havia -                       | Carlos Cirilo Júnior PSD       | -      | PSD, PTB            | 406.493 | 35,91%     |
| Não havia -                       | Plínio Barreto UDN             | -      | UDN (sem coligação) | 177.801 | 15,71%     |
| Fontes:                           |                                |        |                     |         |            |